# Zōri

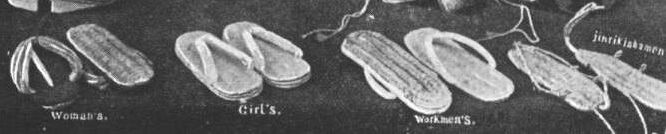
Zōri del.

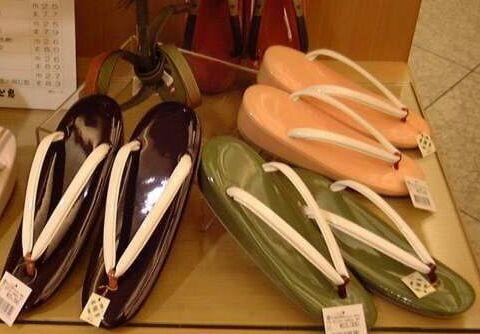
Zōri de mujer.

Las zōri (草履?) son sandalias japonesas, planas y con correas hechas de paja de arroz o de otras fibras vegetales, tela, madera lacada, cuero, caucho, o materiales sintéticos. Las zōri son bastante similares a las chanclas, que aparecieron por primera vez en Nueva Zelanda y los Estados Unidos en algún momento alrededor de la Segunda Guerra Mundial como imitaciones de goma de las sandalias de tiras de madera larga usadas en Japón.
Las formas tradicionales de zōri se sulen usar con otra ropa tradicional; las formas modernas son bastante comunes, especialmente en verano. Si bien hoy en día usan los geta con el yukata informal, las zōri están asociadas con el kimono más formal. La formalidad de la ocasión afecta a la elección de kimono y zōri. Las zōri cubiertas de espadaña que se asemejan a las esteras de tatami no se utilizan con kimono, sino que se consideran ropa de trabajo o se combinan con la ropa occidental o japonesa casual, por ejemplo, con jinbei. De este modo se asemejan a los geta de madera.
Las zōri de vinilo (plástico) para mujer son formales, pero menos que los de tela, a veces cubiertos con brocado, que se utilizan con los kimonos más formales, por ejemplo, vestidos de boda y funerales. Las zōri de hombre son a menudo de plástico imitando paja, con suelas de espuma o corcho. Los hanao o correas, para los hombres son a menudo blancos o negro. Las zōri de las mujeres también pueden ser de imitación de paja, pero el hanao es generalmente de color rojo, y las zōri son de vinilo o brocados para usos más formales. Como ropa formal, las zōri de plástico y tela para las mujeres requiere el uso de calcetines tabi blancos. Los hombres tienen más libertad, y pueden utilizar la misma zōri de imitación tanto con ropa informal (sin tabi) como con ropa formal y calcetines tabi.
El hanao está unido simétricamente, por lo que no hay diferencia entre el zapato izquierdo y derecho. El hanao de la zōri puede estar hecho de material aterciopelado, como en el caso de zōri de plástico imitación de paja. El hanao de la zōri de vinilo de color más formal puede ser de fino vinilo o correas brocadas, o de vinilo más ancho y acolchado o correas de tela. La tela utilizada es a menudo, o chirimen (seda japonesa) o tela de rayón. Las zōri de hombre también pueden llevar hanao de cuero o imitación de cuero. El hanao se desgasta y estira con facilidad, y la moda del hanao y la coordinación con los accesorios lleva muchas veces a sustituir el hanao. El hanao puede ser sustituido a través de las aletas de la suela.
Las zōri de las mujeres son rara vez planas, a excepción de las zōri de imitación de paja. Las suelas vienen en diferentes espesores y ángulos. Incluso hay zōri modernas que se dejan sin cubrir por tela o vinilo, y el zapato, a excepción de la suela interior, es de plástico duro negro con una suela externa antideslizante. Por lo general, la suela exterior es de color gris, de cuero auténtico.
Como todas las sandalias japonesas, las zōri permiten la libre circulación del aire alrededor de los pies, una característica que probablemente tiene su origen en el clima húmedo que predomina en la mayor parte de Japón. Son fáciles de quitar y poner, lo que es importante en una cultura en la que los zapatos se quitan y se ponen de nuevo continuamente, y donde atarse los cordones sería poco práctico en un kimono apretado.